# HC Nova
HC Nova is een Nederlandse hockeyclub uit de Limburgse plaats Heerlen.
De club werd opgericht op 1 augustus 2013 na een fusie tussen HCC Heerlen (opgericht in 1945) en HC Kerkrade (opgericht in 1978). HC Nova is bovenal een regionale hockeyvereniging met leden uit Landgraaf, Kerkrade, Heerlen en omliggende gemeentes. De vereniging beschikt over verschillende competitiespelende teams in diverse klassen van de KNHB. Het eerste herenteam speelt in het seizoen 2022/2023 in de Vierde klasse en het damesteam komt uit in de Eerste klasse van de KNHB. Sinds 2015 is de vereniging gehuisvest op het hockeycomplex op sportpark Kaldeborn in Heerlen. De accommodatie beschikt over 2 watervelden en 1 zandveld.
In 2016 heeft de vereniging de KNHB bestuurderstrofee gewonnen. Het bestuur werd geroemd om onder meer het succesvol samenbrengen van twee concurrerende clubs met een heel andere cultuur uit twee verschillende gemeentes. Verder heeft de club, als eerste sportcub in Limburg, het zilveren predicaat Gezonde Kantine ontvangen.